# 윈저 공작

윈저 공작 문장

윈저 공작(Duke of Windsor)은 에드워드 8세가 심프슨 부인과 결혼하기 위하여 영국의 왕과 인도의 황제등을 포기하자 조지 6세가 그에게 내린 작위이다. 1972년 윈저 공작이 사망한 이후, 윈저 공작 자리는 공석으로 남아있다.